# Dark Tranquillity
Dark Tranquillity est un groupe suédois de death metal mélodique, originaire de Göteborg. Il s'agit de l'un des groupes phare de l'influente mouvance death mélodique de Göteborg avec In Flames et At the Gates.

## Biographie

### Skydancer(1989–1993)
Créé sous le nom de Septic Broiler en 1989 et jouant initialement du thrash metal, le groupe prend rapidement son nom actuel au cours de la même année après sa première démo, Enfeebled Earth (1989), et se tourne vers le death metal non linéaire. Elle suit d'une démo multiple en 1993, Skydancer. Peu après, le chanteur principal, Anders Fridén, quitte le groupe pour rejoindre In Flames. Il est remplacé par Mikael Stanne, justement ancien chanteur du groupe In Flames. Dans le même temps, Fredrik Johansson est recruté en tant que guitariste rythmique.

### The Gallery,The Mind's IetProjector(1993–1999)
Après la sortie de l'album Projector (1999), nommé aux Grammy Award suédois, de nouveaux changements dans la composition du groupe interviennent. Le guitariste Fredrik Johansson décide de quitter le groupe par manque de motivation. Martin Henriksson passe de la basse à la guitare et le bassiste Michael Nicklasson est intégré au groupe, en même temps que Martin Brändström aux claviers et aux sons électroniques. Dark Tranquillity signe alors sur le label Century Media Records. À partir de cette époque, la direction musicale et la formation du groupe n'évoluera plus.

### DeHavenàWe Are the Void(2000–2011)
De 1995 à 2002, le groupe est produit par Fredrik Nordström, devenu l'un des producteurs leaders dans le milieu du death mélodique. Après 2002, le groupe décide de s'autoproduire, mais choisit cependant la coproduction avec Tue Madsen pour leur album Fiction sorti en avril 2007.
Le 23 août 2008, Michael Nicklasson annonce sur le site officiel qu'il quitte le groupe pour des raisons personnelles. Le 19 septembre son remplaçant est annoncé : Daniel Antonsson, ancien membre de Soilwork). Dark Tranquillity recense, à ce moment-là, huit albums à son actif, ainsi qu'un DVD live. Ils débutent une tournée en Amérique du Nord avec The Haunted et Into Eternity (Metal for the Masses Tour).
Le nouvel album studio du groupe, intitulé We Are the Void, sort début 2010. Ce nouvel opus comprend onze compositions (treize sur l'édition limitée), parfois dans la lignée de celles apparaissant sur Fiction, soit basés sur des riffs soutenus par des synthés mélodiques, comme le titre Dream Oblivion. Certains morceaux sont chantés par Stanne avec une voix claire. Dans l'ensemble, ce nouveau disque est bien reçu par le public, avec une dernière plage plus longue et plus ralentie qui développe une atmosphère étrange et planante. L'été 2010 est synonyme de tournée en Europe pour Dark Tranquillity, où le groupe sera à l'affiche de nombreux festivals de metal en Allemagne, Suède, Slovénie, Roumanie, ou Ukraine.

### Construct(depuis 2012)
Le 27 avril 2012, Dark Tranquillity signe de nouveau avec Century Media Records. Le 18 octobre 2012, le groupe commence l'écriture de son nouvel album. Le 10 janvier 2013, le titre de l'album est annoncé comme étant Construct, idem pour la date de sortie qui est du 27 mai 2013 en Europe, et le 28 mai 2013 en Amérique du Nord. L'album est mixé par Jens Bogren aux studios Fascination Street d'Örebro, en Suède.
Le 18 février 2013, Antonsson quitte Dark Tranquillity en bons termes, expliquant vouloir se concentrer sur la production et l'ingénierie sonore. Le 27 février 2013, le groupe annonce la fin de l'enregistrement de l'album. Bien qu'Antonsson soit présent durant l'enregistrement de Construct, il ne joue pas de basse. Selon Niklas Sundin sur son compte Twitter, il ne s'intéresse plus aux travaux de Dark Tranquillity depuis Skydancer, du fait que les sessions d'enregistrement étaient « trop longues » contrairement à Construct.
Le 27 mars 2013, la liste des titres officielle de Construct est révélée. Pour sa promotion, le groupe part en tournée en Finlande et en Amérique du Nord aux côtés d'Omnium Gatherum, en Europe aux côtés de Tristania, et en Suède aux côtés de Darkane. Les invités spéciaux de la tournée incluent Mariangela « Mary » Demurtas de Tristania, et l'ancien membre du groupe Fredrik Johansson à la guitare. Le 10 juillet 2013, une face B de Construct, intitulée Sorrow's Architect, est commercialisée en vinyle flexi accompagné d'une édition de Decibel. Le 14 janvier 2014, le groupe annonce la parution d'un autre face B, intitulée A Memory Construct.
En 2016 Martin Henriksson quitte le groupe. Il est remplacé par le bassiste de Tiamat Anders Iwers. La même année, le groupe sortira son nouvel album Atoma, album qui fût très apprécié des fan
En 2020, Dark Tranquillity sort son nouvel album Moment, album moins apprécié par les fans car ils le qualifient de lent par rapport à Atoma. Cet album contient 12 titres en version standard et 14 avec les bonus. La même année Johan Reinholdz rejoint le groupe en tant que guitariste.
En 2023, un nouvel album du nom de Endtime Signals est annoncé et le batteur Joakim Strandberg Nilsson rejoint le groupe.
En 2024, le groupe sort Endtime Signals.

## Membres

### Membres actuels
- Mikael Stanne – chant (depuis 1989), guitare rythmique (1989–1993)
- Martin Brändström – claviers (depuis 1998)
- Johan Reinholdz – guitare (depuis 2020)
- Christian Jansson - basse (depuis 2023)
- Joakim Strandberg Nilsson - batterie (depuis 2023)

### Anciens membres
- Anders Fridén – chant (1989-1993)
- Frederik Johansson (en) – guitare (1993-1999)
- Martin Henriksson – guitare (1999 - 2016), basse (1989–1998, 2013-2016)
- Michael Nicklasson – basse (2000-2008)
- Daniel Antonsson – basse (2008-2012)
- Niklas Sundin – guitare (1989-2020)
- Anders Iwers - basse (2016-2021)
- Anders Jivarp - batterie (1989-2021)
- Christopher Amott – guitare (2020-2023)

### Invités au chant
- Anna-Kajsa Avehall (sur Skydancer)
- Eva-Marie Larsson (sur The Gallery)
- Sara Svensson (sur The Mind's I)
- Johanna Andersson (sur Projector)
- Nell Sigland (sur Fiction)

## Discographie

### Albums studio
- 1993 : Skydancer
- 1995 : The Gallery
- 1997 : The Mind's I
- 1999 : Projector
- 2000 : Haven
- 2002 : Damage Done
- 2005 : Character
- 2007 : Fiction
- 2010 : We Are the Void
- 2013 : Construct
- 2016 : Atoma
- 2020 : Moment
- 2024 : Endtime Signals

### Démos et EP
- 1989 : Enfeebled Earth (démo)
- 1991 : Trail of Life Decayed (démo)
- 1992 : A Moonclad Reflection (EP)
- 1993 : Trail of Life Decayed (EP)
- 1995 : Of Chaos and Eternal Night (MCD)
- 1996 : Enter Suicidal Angels (MCD)
- 2000 : Skydancer/Of Chaos and Eternal Night (réédition)
- 2004 : Lost To Apathy (MCD)
- 2012 : Zero Distance (EP)

### Compilations
- 2004 : Exposures - In Retrospect and Denial
- 2009 : Manifesto of

## Vidéographie

### Clips
- 2013 : Uniformity, tiré de Construct, dirigé par Patric Ullaeus

### DVD
- 2003 : Live Damage (DVD)
- 2008 : Fiction (quatre chansons bonus + un DVD)
- 2009 : Where Death Is Most Alive